# Casablanca Art School
Die Casablanca Art School (französisch: École des Beaux-Arts de Casablanca, arabisch: المدرسة العليا للفنون الجميلة بالدار البيضاء) ist eine Kunstschule in der marokkanischen Metropole Casablanca. Sie wurde berühmt durch den Versuch, traditionelle marokkanische Kunst mit der modernen westlichen Kunst des 20. Jahrhunderts zu verbinden.

## Geschichte
1919 wurde von der französischen Kolonialverwaltung die École des beaux-arts de Casablanca gegründet, nach dem Vorbild der gleichnamigen französischen Kunstschulen. Nach der Unabhängigkeit Marokkos 1956 wollten die Künstler sich von der Vorherrschaft der französischen Kunst befreien und ab 1962 übernahmen marokkanische Künstler die Leitung der Schule. Unter der Leitung von Farid Belkahia kamen Künstler wie Mohamed Chabâa und Mohamed Melehi an die Schule, die im europäischen Ausland, oft in Spanien, Frankreich oder Italien, studiert hatten und danach in ihre Heimat zurückkehrten. Hassan II., der 1961 seinem Vater Muhammad V. folgte, förderte die westlich orientierte Modernisierung Marokkos auch im kulturellen Bereich. 1974 übertrug Belkahia  seinem früheren Schüler Abderrahmane Rahoule, der seit 1972 Dozent und Vollmitglied der Casablanca-Gruppe war, die Leitung der Casablanca Art School.
Im Jahr 2024 bietet die École Supérieure des Beaux-arts de Casablanca vierjährige Studien in Werbedesign, Bildhauerkunst und Innenarchitektur an, die mit einem Diplom abgeschlossen werden. Die Zulassung erfolgt über einen Wettbewerb.

## Künstlerische Orientierung
Farid Belkahia hat während seines Studiums die moderne europäische Kunst kennengelernt. Nach seiner Rückkehr nach Marokko wollte er Elemente der Moderne mit der traditionellen Marokkanisch-Nordafrikanischen Kunst verbinden. Dieses Konzept hat er aus dem Bauhaus übernommen, ebenso die Einbeziehung traditionellen Kunsthandwerks, die Verbindung von Kunst und Design, das Verhältnis von Lehrer zu Schüler und die Zulassung von Frauen zum Studium. Belkahia ersetzte Leinwand und Farben teilweise durch Tierhäute und Kupfer, die in der traditionellen marokkanischen Kunst eine Rolle spielten. Er wollte damit moderne Malerei mit marokkanischen Traditionen der arabischen sowie der einheimischen Kunst der Berber verbinden und somit den verschiedenen kulturellen Einflüssen des Landes Rechnung tragen. Melehi übernahm von der modernen Kunst, speziell der Pop Art, die Vorliebe für abstrakte Muster in starken Farben, oft Komplementärfarben. Zur Malerei kamen Textilkunst, Typografie und Architektur hinzu, die moderne, vom Bauhaus inspirierte Kunst, mit marokkanischen Motiven vereinten.
Laut dem Kunstkritiker Salah M. Hassan sah sich die Casablanca Art School als „künstlerisches Gewissen der Zeit. Sie kritisierte die Politik der Abhängigkeit von ausländischen Kulturmissionen, die damals die Mäzene der marokkanischen modernen Kunst waren.“
Die aus Italien stammende Dozentin Toni Maraini sagte rückblickend: „The years 1964–69 were pivotal for the arts in Morocco [...] It is a tangible historical landmark,“ (Die Jahre 1964–69 waren entscheidend für die Künste in Marokko [...] Sie sind eine konkrete historische Landmarke).

## Soziale und politische Ambitionen
Belkahia öffnete die Schule für Frauen, darunter Malika Agueznay, die nach Abschluss ihres Studiums zu den Lehrkräften zählte. Um ihre Kunst allen zugänglich zu machen, verließen die Künstler die Museen und Galerien, um auf öffentlichen Plätzen und Straßen auszustellen und malten auf Holz und Spanplatten. Dazu kamen bemalte Wände, die sich über Straßen hinzogen. Auch dies war eine Reminiszenz an marokkanische Traditionen.
Der Schriftsteller Abdellatif Laâbi gründete die Zeitschrift Souffles (Atem), die für demokratische Reformen eintrat. Die Künstler der Casablanca Art School unterstützen sie durch Grafiken und Plakate. Die Zeitschrift wurde 1972 im Zuge der „bleiernen Jahre“ verboten, als der König nach mehreren Attentaten gegen sogenannte revolutionäre Bewegungen vorging.

## Künstler
Auswahl von Künstlern, die in verschiedenen Funktionen an der Schule gewirkt haben.
- Farid Belkahia (1934 –2014)
- Mohamed Chabâa (1935 in Tanger –2013 in Casablanca). Er studierte am National Institute of Fine Arts in Tétouan und arbeitete danach für das Jugend- und Sport-Ministerium in Marokko. Ab 1962 studierte er an der Accademia di Belle Arti di Roma. Danach unterrichtete er ab 1964 an der Casablanca Art School, ab 1969 an der nationalen Architektur-Universität in Rabat.
- Mohamed Melehi (1936 in Asilah–2020 in Paris). Nach einem Studium am National Institute of Fine Arts in Tétouan besuchte er ab 1955 die Kunstakademien in Sevilla und Madrid. Ab 1957 studierte er an der Accademia di Belle Arti di Roma. Ab 1962 arbeitete er als Assistant Professor (Dozent) am Minneapolis Institute of Art, später in New York. Nach 1964 unterrichtete er an der Casablance Art School.
- Toni Maraini (1941 in Tokyo). Sie studierte Kunstgeschichte am Courtauld Institute of Arts an der University of London von 1959 bis 1960, dann am Smith College in Massachusetts, wo sie 1964 mit einem Diplom (Major) in Kunstgeschichte abschloss. Im September 1964 erhielt sie ein Angebot, an der Casablanca Art School Kunstgeschichte zu unterrichten. 1966/67 studierte sie in Paris Geschichte der muslimischen Länder und Ethnologie des Maghreb. Bis 1987 unterrichtete sie an der Casablanca Art School und anderen Universitäten in Marokko. Danach kehrte sie nach Rom zurück, wo ihre Eltern lebten.[13]
- Bert Flint (1931 in den Niederlanden). Er studierte an der Universität Utrecht Hispanistik. Er kam 1957 nach Marrakesch und begann mit dem Studium der marokkanischen Anthropologie. Er wurde Spezialist für Kunst der Berber Marokkos und unterrichtete seit Mitte der 1960er Jahre an der Casablanca Art School. 1996 gründete er das Musée Tiskiwin in Marrakesch.[14][15]

## Ausstellungen
Die Casablanca Art School selbst war Thema von internationalen Ausstellungen:
- KW Institute for Contemporary Art - Berlin 2021[16]
- Tate Gallery - St. Ives (UK) 2023[17]
- ifa - Institut für Auslandsbeziehungen - Berlin 2024[18]
- Schirn Kunsthalle - Frankfurt 2024[19]
- Sharjah Art Foundation - Sharjah (Vereinigte Arabische Emirate) - 2024[20]